# Riverside Park

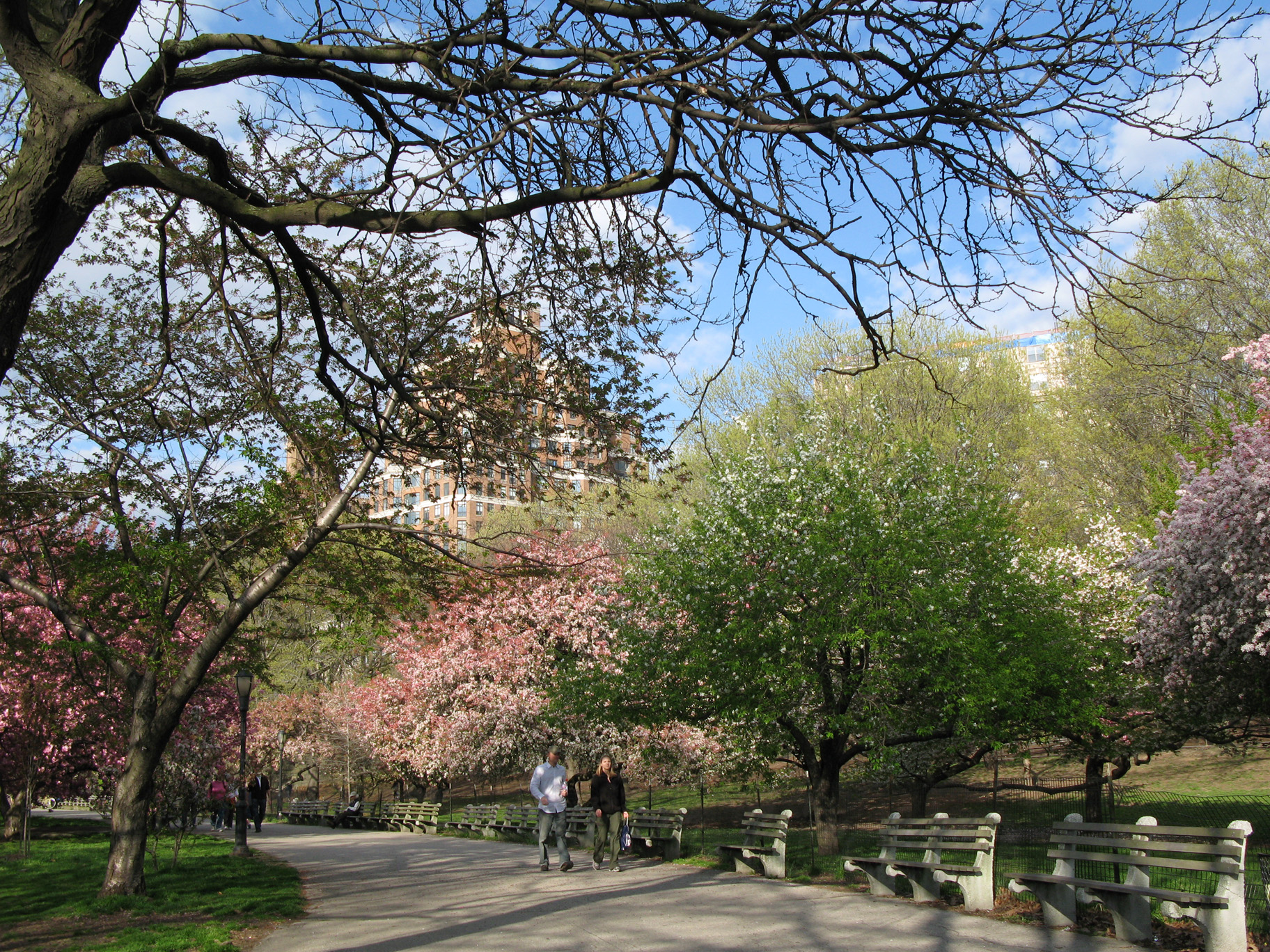
Riverside Park

Riverside Park és un parc al nord-oest de l'illa de Manhattan a New York. És una estreta banda de verdor (de 100 a 200 m d'amplada per aproximadament 6 km de longitud) encallada entre el riu Hudson i la  Riverside Drive, el passeig que enllaça el barri de l'Upper West Side amb Morningside Heights, Harlem i Washington Heights. Originalment, el parc no anava fins a la riba del riu, ocupada per la via de ferrocarril de les companyies New York Central RR i Hudson Line. Aquesta va ser aleshores recoberta per una esplanada.
La construcció del parc es va iniciar al començament dels anys 1870, sobre els plànols de Frederick Law Olmsted, igualment dissenyador de Central Park. La primera etapa dels treballs va ser acabada el 1910, però hi va haver altres disposicions ulteriors. Tanmateix, el parc va ser durant un temps deixat a l'abandonament, i el jove Robert Moses el descrivia com una «massa bruta i fangosa», contaminada per l'espès fum dels trens que porten el bestiar cap als escorxadors de Manhattan. Sota la seva administració, entre 1937 i 1941, s'hi van efectuar treballs d'embelliment, després el parc ha estat renovat aels anys 1980.
Riverside Park està dividit en 2 parts: la primera s'estén del carrer 72 al 125, a la vora de l'Hudson, i la segona del carrer 145 al 158, al costat de Riverbank State Park. Els passeigs vorejant la riba són connectats a les del Hudson River Park al sud i a les del Fort Washington Park al nord.
Riverside Park conté algunes estàtues i monuments:

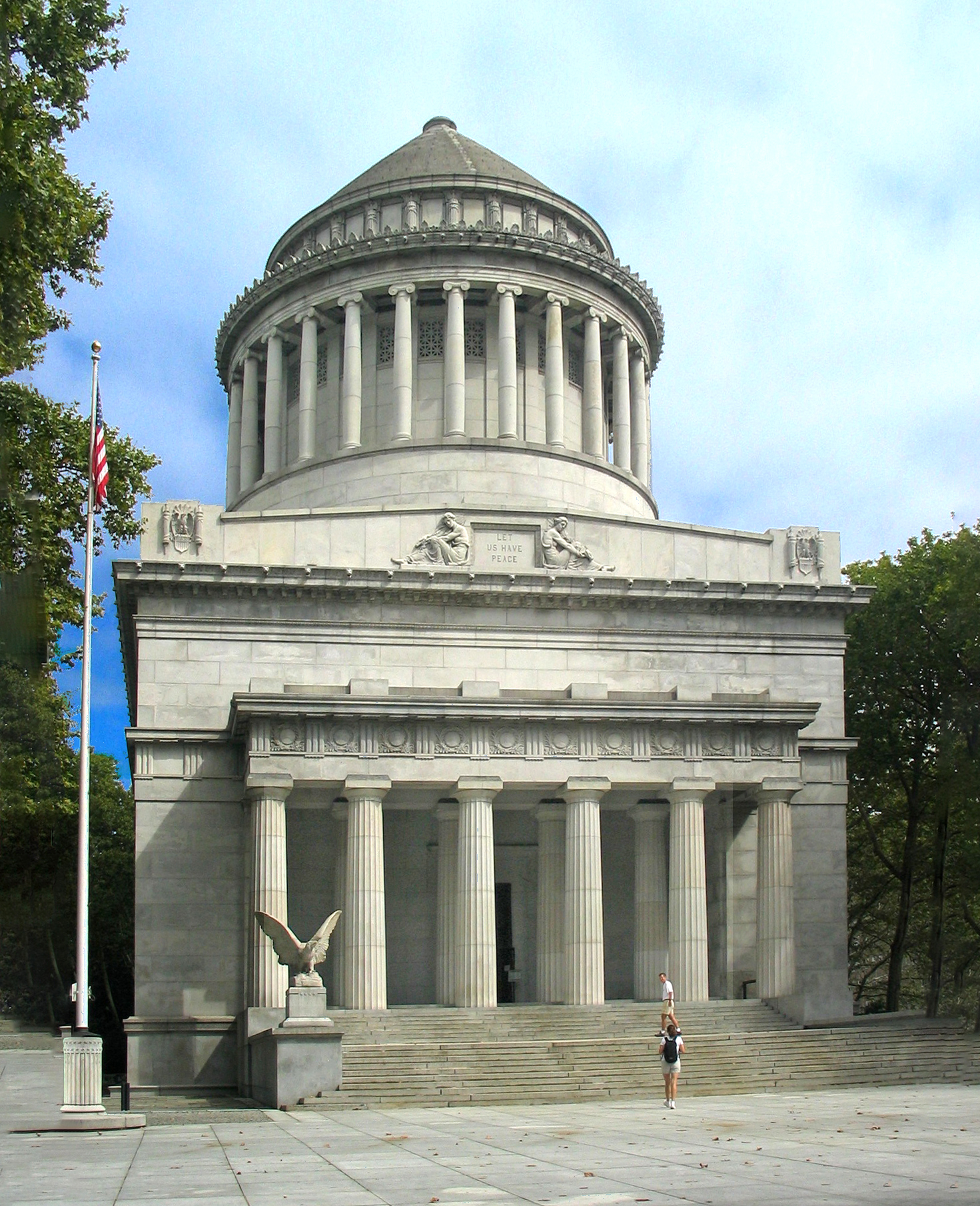
El General Grant National Memorial

- l'Eleanor Roosevelt Monument (realització de l'escultor Penelop Jencks)
- el Monument dels Soldats i Mariners (Soldiers and Sailors Monument)
- una estàtua de Joana d'Arc (realització de l'escultora Anna Hyatt Huntington)
- una reproducció del Mausoleu d'Halicarnàs (una de les set meravelles del món antic), que serveix de tomba a l'antic President Ulysses Grant: General Grant National Memorial

S'hi troben igualment terrenys d'esport, tennis, bàsquet, voleibol, futbol i una pista per a skateboards. Hi ha també un petit port esportiu i una base de caiacs.